# 查普曼鎮區 (堪薩斯州渥太華縣)
查普曼鎮區（英語：Chapman Township）為美國堪薩斯州渥太華縣轄下的鎮區。2010年美国人口普查中此鎮區人口有68人。

## 地理
查普曼鎮區涵蓋總面積為92.5平方（35.71平方英里），其中陸地面積為92.5平方（35.71平方英里），水域面積為0平方（0.00平方英里）或0.00%。

## 人口統計
根據2010年美國人口普查，查普曼鎮區人口有68人，其中男性有34人，女性有34人，人口密度為每平方公里0.74人，住房計29戶。鎮區內的白人有67人，非裔美國人有0人，美洲原住民有0人，亞裔美國人有0人，太平洋島裔美國人有0人，其他種族有0人，混血種族則有1人。此外鎮區內有2人為西班牙裔或拉丁裔美國人。此鎮區之年齡中位數為42.5歲，而男性年齡中位數為38.0歲，女性年齡中位數為46.5歲。